# Bostrychia carunculata
Bostrychia carunculata е вид птица от семейство Ибисови (Threskiornithidae).

## Разпространение
Видът е разпространен в Еритрея и Етиопия.